# 1957년 뉴욕 영화 비평가 협회상
제23회 뉴욕 영화 비평가 협회상은 1957년 영화를 대상으로 하는 시상식이다.

## 수상 및 후보

### 작품상
- 콰이강의 다리

### 감독상
- 콰이강의 다리 - 데이빗 린 수상

### 여우주연상
- 미스터 앨리슨 - 데보라 카 수상

### 남우주연상
- 콰이강의 다리 - 알렉 기네스 수상

### 외국영화상
- 목로주점